# 佐野まもる
佐野 まもる（さの まもる、1899年（明治32年）5月10日 - 1984年（昭和59年）7月14日）は、日本の俳人。
徳島県徳島市出身。旧制徳島中学（現徳島県立城南高等学校）卒業。

## 生涯
徳島県徳島市に生まれ、旧制徳島中学を卒業後は専売局へ奉職し、1955年（昭和30年）に高知支局長として勤めたのを最後に退職。
仕事の傍ら俳句をしており、1922年（大正11年）から始めた。1933年（昭和8年）に「馬酔木」同人。1956年（昭和31年）に「海郷」創刊、主宰。
現在は板野郡上板町大山寺（四国別格二十霊場1番札所）に句碑が建てられている。

## 著書
- 『佐野まもる句集』沙羅書店〈馬酔木叢書 第14篇〉、1937年2月。
- 『句集 海郷』青潮社、1948年10月。
  - 『句集 海郷』（復刻版）季節社、1983年3月。
- 『佐野まもる第三句集 無慙絵』青潮社、1949年12月。
- 『佐野まもる作品集 恩掌』海郷俳句会、1970年1月。
- 『佐野まもる集』俳人協会〈自註現代俳句シリーズ 第3期 16〉、1980年12月。
- 『句集 天明抄』書肆季節社、1982年5月。
- 『佐野まもる遺句集 恩掌以後』佐野まもる句集刊行委員会、1994年3月。